# Voorbedekathedraal (Voronezj)
De Voorbedekathedraal, ook bekend onder de namen Basiliuskathedraal of Pokrovkathedraal (Russisch: Покровский кафедральный собор), is een Russisch-orthodoxe kathedraal in de Russische stad Voronezj. De kerk is gewijd aan de gebeurtenis omstreeks het jaar 910, toen de Moeder Gods in Constantinopel boven de gelovigen verscheen en met haar sluier de gelovigen bescherming bood. In de Russisch-orthodoxe traditie is de Moeder Gods de hemelse Hoedster van Rusland.

## Geschiedenis
Reeds in 1615 wordt de kerk genoemd in de geschiedenisboeken. De bouw van de huidige kerk heeft plaatsgevonden in meerdere fasen. Het bouwen van een stenen kerk begon in 1736. Het oudste deel is de refter. In 1791 werd de relatief kleine, drieledige klokkentoren gebouwd. In de periode 1833-1841 vond er herbouw van de kerk plaats en kreeg de kerk de huidige koepel op een hoge tamboer en de classicistische uitstraling.

## Sovjetperiode
In de Sovjetperiode ging de kerk over in handen van de Levende Kerk, die later ook heftig werd vervolgd door de atheïsten. In 1932 werd de kerk gesloten voor de eredienst en werd er in het gebouw een anti-religieus museum gevestigd. Tijdens de Tweede Wereldoorlog werd de kerk zeer zwaar beschadigd door oorlogsgeweld. Na de oorlog verzochten gelovigen om teruggave van de kerk en op 10 mei 1948 besloot de overheid de kerk over te dragen aan de Russisch-orthodoxe Kerk. De kerk, tot dan toe een parochiekerk, kreeg nu een kathedrale status. Nog eenmaal zou de kerk worden bedreigd toen in de jaren 1970 enkele lokale bestuurders de kerkelijke gebouwen wensten te slopen ten behoeve van bouwplannen van het Academisch Drama Theater.
Op 17 september 1989 werden de relieken van de heilige Mitrofan door het regionale museum van Voronezj plechtig overhandigd in de kathedraal. Sinds de sluiting van de oude Verkondigingskathedraal waren de relieken ernstig geschonden en o.a. tentoongesteld in het anti-religie museum.